# Hartford (Arkansas)
Hartford – miasto w Stanach Zjednoczonych, w stanie Arkansas, w hrabstwie Sebastian.